# Kulturhuset Pilegården
Kulturhuset Pilegården er et lokalt kulturhus i Brønshøj i København. Kulturhuset Pilegården er en del af den administrative enhed Kultur Nord, som hører under Kultur- og Fritidsforvaltningen i Københavns Kommune.
Pilegården huser adskillige lokale foreninger og har kulturtilbud såsom koncerter, foredrag, teater, motion, messer og markeder. Kulturhuset udlejer desuden lokaler til kurser, selskaber mm. og har ca. 100.000 besøgende årligt.
"Pilegården" blev bygget i 1934 som en tilbygning til bagbygningen fra 1927, hvor bygherren var Løvens Kemiske Fabrik, som i de år flyttede deres produktion til Brønshøj på den grund, hvor "Hans Christs Gård" lå. I en af længerne på gården lå et kurvemagerværksted, og afskårne pilekviste blev fragtet dertil, og det gav senere navn til "Pilegården".
Da Løvens Kemiske Fabrik flyttede i 1958, rykkede Teknologisk Institut ind i bygningerne og oprettede forskellige tekniske fagskoler. I 1978 overtog Københavns Kommune komplekset med socialcenter og andre institutioner i hovedbygningen. Bagbygningen blev samtidigt indrettet til medborgerhus og blev fra september 1983 drevet af KUC (Københavns Ungdoms Centre).
Den bygning, der husede den oprindelige "Pilegård" eksisterer endnu og omtales nu som "Pilegårdens Anneks" og huser i dag en af Danmarks største rollespilsforeninger, Rollespilsfabrikken.